# Absolutes Fixgeschäft

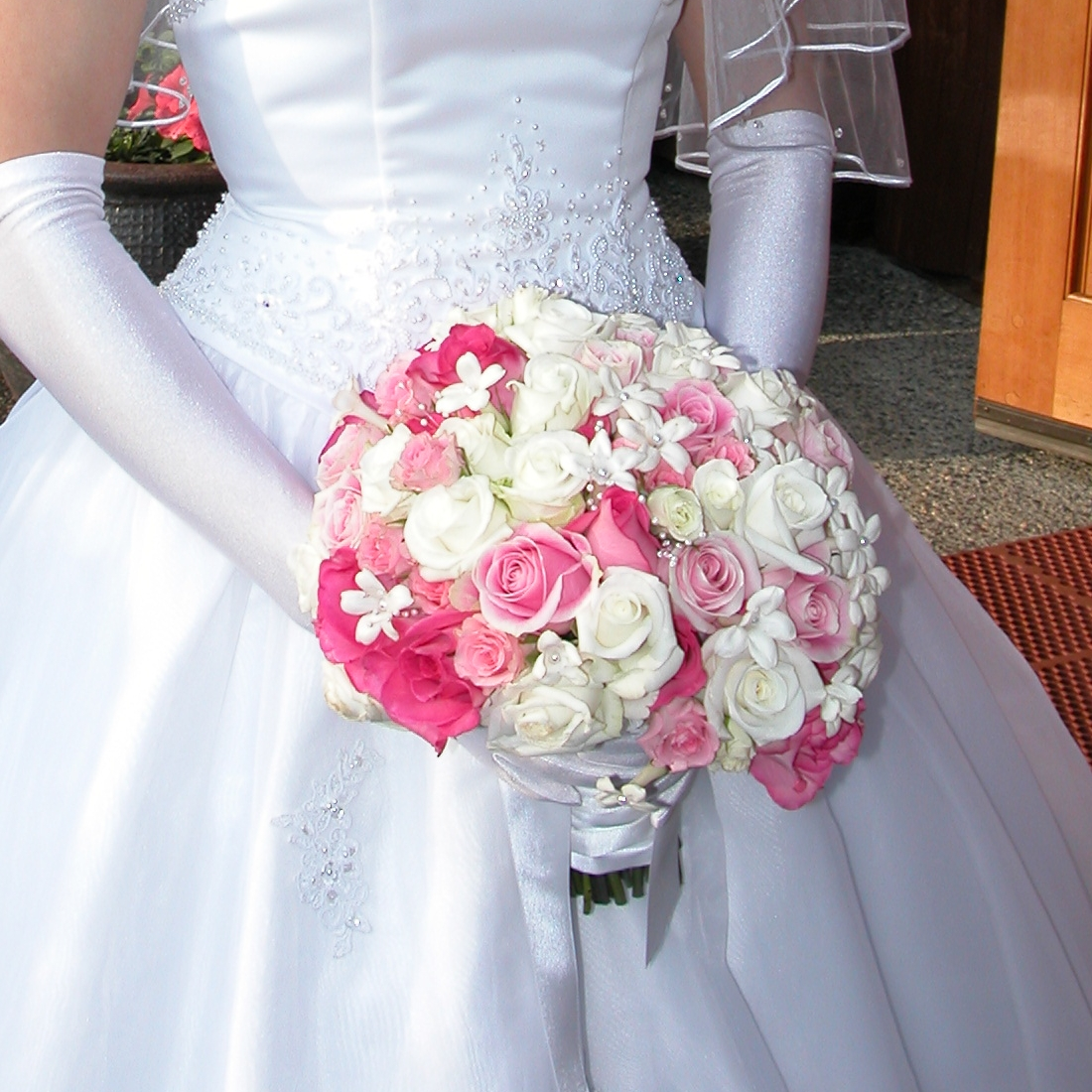
Ein Beispiel für ein absolutes Fixgeschäft: Die Bestellung des Brautstraußes.

Ein absolutes Fixgeschäft oder Fixtermingeschäft (auch uneigentliches Fixgeschäft genannt) ist ein Begriff aus dem Vertragsrecht.

## Begriff
Ein absolutes Fixgeschäft liegt vor, wenn sich aus den Umständen ergibt, dass eine Leistung zu einem späteren als dem vereinbarten Zeitpunkt für den Gläubiger restlos sinnlos ist. Alleine die Vereinbarung einer festen Leistungszeit genügt nicht. Sonst wäre jeder Vertrag mit einer konkreten Leistungszeit ein absolutes Fixgeschäft. Zusätzlich zur Zeitbestimmung ist erforderlich, dass die Einhaltung der Leistungszeit für den Gläubiger derart wesentlich ist, dass eine verspätete Leistung keine Erfüllung mehr darstellen kann.
Das Schulbeispiel für derartige Rechtsgeschäfte ist die Lieferung des Brautstraußes, die nach der Hochzeit sinnlos ist; oder das Silvesterfeuerwerk.

## Bedeutung des Leistungszeitpunktes
Damit wird die Einhaltung der Leistungszeit entscheidend für die Vertragserfüllung, weil auf Grund ausdrücklicher Vereinbarung der Parteien oder der sich aus den Parteiinteressen ergebenden Umständen die Leistung des Schuldners nur zu einem bestimmten Zeitpunkt oder innerhalb einer eng begrenzten Frist erbracht werden kann. Haben die Parteien in ihrer Vereinbarung nicht ausdrücklich ausgesprochen, dass der Vertrag mit der Einhaltung oder Nichteinhaltung der Lieferzeit stehen oder fallen soll, muss durch Auslegung ermittelt werden, ob die Parteien der Lieferfrist diese Bedeutung beimessen wollten; jeder Zweifel an einer derartigen Vereinbarung schließt die Annahme eines Fixgeschäftes aus.
Das absolute Fixgeschäft ist weder im BGB noch im HGB ausdrücklich geregelt. Einer Fristsetzung zur Leistung (§ 281 Abs. 1 Satz 1, § 323 Abs. 1 BGB) bedarf es nicht; sie wäre sinnlos, da die Leistung nicht nachholbar ist (§§ 283, 326 Abs. 5 BGB).
Bei der Annahme eines absoluten Fixgeschäftes ist mit Rücksicht auf die Interessen der Parteien Zurückhaltung geboten, da ihnen häufig an einer wenn auch verspäteten Durchführung des Vertrags mehr als an dessen Liquidierung wegen Unmöglichkeit der Erfüllung gelegen ist. Absolute Fixgeschäfte sind daher ausgesprochen selten.

## Weitere Beispiele
- Bestellung eines Taxi zu einem festen Zeitpunkt, um einen Zug oder ein Flugzeug zu erreichen. Kommt hier das Taxi erst zu einer Zeit, zu der das Ziel unter keinen Umständen mehr rechtzeitig erreicht werden kann, so kann der Gläubiger mit dieser Leistung des Taxifahrers offenkundig nichts mehr anfangen, so dass sie für ihn sinnlos und damit unmöglich geworden ist.[7]
- Auftritt eines Künstlers bei einer bestimmten Veranstaltung[8]
- Lieferung einer abonnierten Tageszeitung

## Absolutes Fixgeschäft in AGB
Allgemeine Geschäftsbedingungen, die einem Rechtsgeschäft den Charakter eines absoluten Fixgeschäftes beilegen, das nach der individualvertraglichen Vereinbarung kein Fixgeschäft ist, sind nach § 307 BGB unangemessen und deshalb unwirksam.

## Rechtsfolgen
Da die verspätete Leistung keine Erfüllung mehr darstellt, führt die Nichteinhaltung der Leistungszeit zur Unmöglichkeit der Leistung gem. § 275 BGB. Dadurch wird der Schuldner von seiner Leistungspflicht kraft Gesetz befreit (§ 275 Abs. 1 BGB). Die Gegenleistung (Zahlungspflicht) entfällt gem. § 326 Abs. 1 Satz 1 BGB.